# Me sabe a Perú
Me sabe a Perú es un álbum de estudio de la orquesta de salsa colombiana Niche, publicado en 1989 mediante el sello discográfico Iempsa. El título del álbum y la canción homónima fueron dedicados por la agrupación al Perú, país donde el Grupo Niche tiene una sólida base de fanáticos. El álbum contiene 5 temas en sus versiones originales, el tema inédito "Me Sabe a... Perú", una versión en inglés de "Cali Pachanguero" y una versión con violines de "Nuestro Sueño".

## Antecedentes
En marzo de 1989 la agrupación ofreció un concierto en el Campo de Marte en la ciudad de Lima, donde logró reunir a más de un millón de personas, cifra récord en el país incaico.

## Lista de canciones
Todas las canciones escritas y compuestas por Jairo Varela. 
| Lado A |                                                     |                            |          |  |
| N.º    | Título                                              | Intérprete(s)              | Duración |  |
| 1.     | «Me sabe a Perú»                                    | Tito Gómez, Javier Vásquez | 4:18     |  |
| 2.     | «La negra no quiere» (de Historia Musical, 1986)    | Tito Gómez                 | 5:16     |  |
| 3.     | «Interés, cuánto valés» (de Historia Musical, 1986) | Tito Gómez                 | 5:20     |  |
| 4.     | «Cicatrices» (de Triunfo, 1985)                     | Jairo Varela               | 5:38     |  |

| Lado B |                                              |                            |          |  |
| N.º    | Título                                       | Intérprete(s)              | Duración |  |
| 1.     | «La fiera» (de Triunfo, 1985)                | Moncho Santana             | 4:56     |  |
| 2.     | «Cali pachanguero» (versión en inglés)       | Tito Gómez, Morist Jiménez | 5:21     |  |
| 3.     | «Solo un cariño» (de Historia Musical, 1986) | Tito Gómez                 | 5:26     |  |
| 4.     | «Nuestro sueño» (versión con violines)       | Tito Gómez                 | 5:50     |  |

## Créditos

### Músicos
- Bajo: Raúl Umaña
- Cantantes: Tito Gómez, Javier Vásquez, Jairo Varela
- Coros: Tito Gómez, Javier Vásquez, Jairo Varela, Moris Jiménez
- Congas: Denys Machado
- Piano: Álvaro Cabarcas
- Timbal y bongó: William Valdés
- Trombón 1, 2 y 3: Moris Jiménez

### Producción
- Arreglos, producción y dirección musical: Jairo Varela